# Lars Rugaard
Lars Rugaard (født 3. maj 1942, død 8. april 2025) var en dansk journalist.
Rugaard blev uddannet som journalist i 1966, og var derefter ansat ved bl.a. UPI, Ritzaus Bureau, Aktuelt, TV-Avisen, Radioavisen og P1s Orientering. På Radioavisen var han i redaktionen for ugemagasinet Refleks og på Orientering var han retspolitisk medarbejder. 
I 1995 modtog han, sammen med Erik Valeur og Christian Nordkap, Cavling-prisen for dækningen af begivenhederne på Nørrebro den 18. maj 1993 og dækningen af undersøgelserne af forløbet. Derudover modtog han Kryger-prisen, Press-prisen og Publicistklubbens Jubilæumspris.[kilde mangler]
Fra 2013 til 2022 var Lars Rugaard medlem af Cavling-komiteen.
Lars Rugaard var engageret i debatten om fornyelsen af offentlighedsloven, bl.a. i indlæg i pressen. I 2010 udgav han sammen med Erik Valeur en dokumentarisk gennemgang af problemer med den eksisterende offentlighedslov og forslaget til en ny offentlighedslov . Bogen blev finansieret af Dansk Journalistforbunds lokalkredse samt medarbejderforeningerne på en række mediearbejdspladser. Sammen med journalisterne Erik Valeur og Jesper Tynnel udarbejdede han i sommeren 2011 et forslag til en offentlighedslov med tilhørende forklaringer 